# Engadine, New South Wales
Engadine este o suburbie în Sydney, Australia.